# Fortaleza do Capangombe
A Fortaleza do Capangombe (Kapangombe) localiza-se no município da Bibala, na província de Namibe, em Angola.

## História
Erguida no século XIX, foi utilizada como entreposto para o comércio de escravos remetidos para as Américas.
Actualmente encontra-se ocupada por uma unidade do Exército Angolano.